# Serra para metais

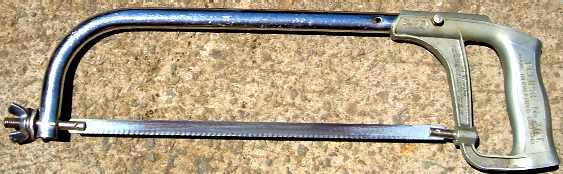
Uma serra para metais.

A serra para metais é uma ferramenta especialmente concebida para poder serrar metais, mas também outros materiais duros. Para esse efeito, esta ferramenta possui dentes muito finos e aguçados. Ao contrário da serra para madeira, a lâmina está geralmente enganchada nas duas extremidades para ser bem esticada a fim de facilitar o corte. A lâmina é substituível pois desgasta-se mais rapidamente do que no caso da madeira.